# Lucky Luciano

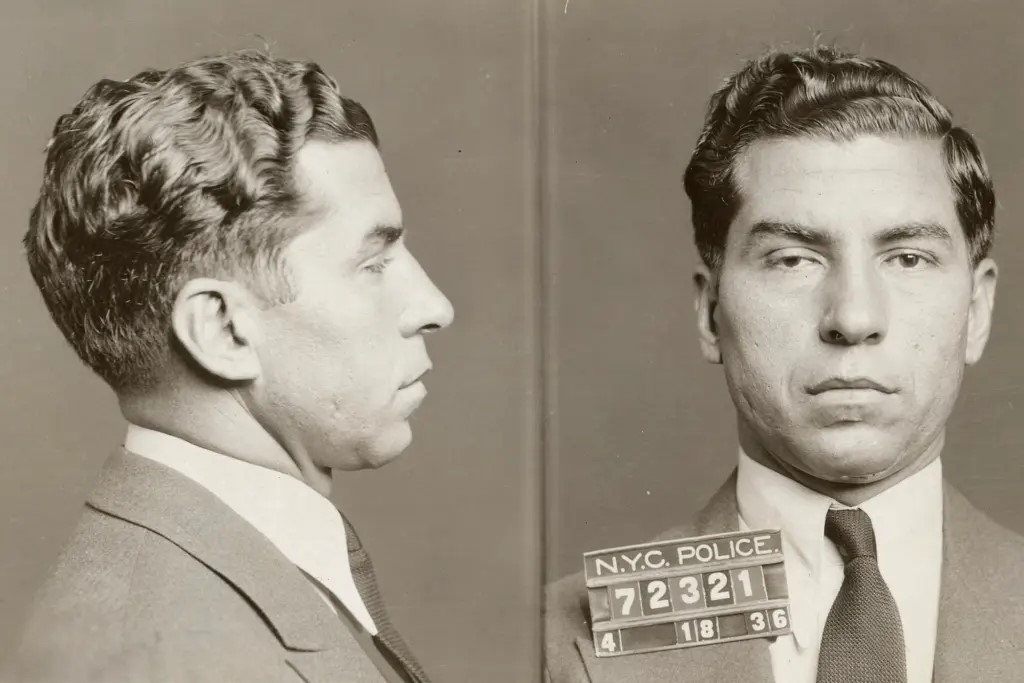
Charles 'Lucky' Luciano

Charles "Lucky" Luciano, egentligen Salvatore Lucania, född 24 november 1897 i Lercara Friddi nära Corleone, Sicilien, Italien, död 26 januari 1962 i Neapel, Italien, var en siciliansk-amerikansk maffiaboss. Han anses som fadern till den moderna maffian och till stor del skyldig till den massiva heroinhandeln på 1940-talet i USA.
Han flyttade till USA när han var tio år gammal. Han ansåg att maffian borde reformeras så att den kontrollerade delar av USA. Han började därför jobba med sin gamle vän Meyer Lansky åt Joe Masseria som tänkte likadant. 
Det var det som började Castellamarese-kriget 1928 som handlade om den nya och den gamla maffian, den gamla så kallad "mustache petes" ledda av Salvatore Maranzano mot de nya gangstrarna ledda av Joe Masseria. Charles Luciano tröttnade dock på kriget som betydligt sänkte deras inkomster och bara skapade blodsutgjutelse. Så den 15 april mördade Lucianos lejda mördare deras chef Masseria i en pub på Coney Island i Brooklyn, New York och slöt fred med Maranzano. Efter det delade han upp den amerikanska maffian i en massa familjer i hela landet. Men när Maranzano planerade att döda Luciano beslöt sig Luciano att slå till först, detta skedde 10 september 1931. Sedan bildade han det som kallas kommissionen, som fungerar ungefär som en maffiaregering. Luciano lyckades ena landets italienska familjer medan hans vän Meyer Lansky enade de judiska familjerna.